# Жасмина
Жасмина е собствено женско име с персийски произход, но навлязло в Европа чрез френското Jasmine. Името кореспондира на цветния благоуханен храст с бели или жълти цветчета използван за производството на парфюми. Името е особено популярно в Турция (Ясемин) и в САЩ (Джасмин) и от 1986 г. е в топ 100 на най-популярните женски имена в Щатите. Името се ползва с особена популярност и в Унгария, където напоследък е едно от най-често даваните на новородени момиченца. В България Жасмина е в групата на цветните имена и носителите му отбелязват празника си на Цветница.